# Espérance Sportive de Zarzis
El ES Zarzis (en árabe: الترجي  الرياضي الجرجيسي‎, también conocido como ESZ, en español: Esperanza Deportiva de Zarzis) es un club de fútbol de la ciudad de Zarzis en Túnez. Fue fundado en 1934 y juega en el Championnat de Ligue Profesionelle 2.

## Palmarés

### Torneos Nacionales
- Copa de Túnez (1): 2004-05

## Participación en competiciones de la CAF
| Temporada | Torneo                       | Ronda      | Club                | Casa | Visita | Global |
| --------- | ---------------------------- | ---------- | ------------------- | ---- | ------ | ------ |
| 2006      | Copa Confederación de la CAF | Preliminar | US Ouagadougou      | 2-0  | 0-0    | 2-0    |
| 2006      | Copa Confederación de la CAF | 1          | Olympique Khouribga | 1-0  | 0-6    | 1-6    |

## Jugadores

### Jugadores destacados
| - Abdelhak Benchikha - Anis Amri - Mohamed Bachtobji - Hazem Ben Aissa | - Mehdi Ben Dhifallah - Mohamed Ali Ghariani - Yassine Labiadh - Mohamed Mcharek | - Aymen Mnafeg - Elyes Smaali - Farouk Trabelsi |